# Bertrimoutier
Bertrimoutier – miejscowość i gmina we Francji, w regionie Grand Est, w departamencie Wogezy.
Według danych na rok 1990 gminę zamieszkiwało 341 osób, a gęstość zaludnienia wynosiła 92 osób/km² (wśród 2335 gmin Lotaryngii Bertrimoutier plasuje się na 714. miejscu pod względem liczby ludności, natomiast pod względem powierzchni na miejscu 1119.).